# The Big Boss Tour
El The Big Boss World Tour fue una gira de conciertos del cantante de reguetón Daddy Yankee  para promocionar su álbum El cartel: The Big Boss. Esta fue su segunda gira en estadios de Estados Unidos y su primera gira mundial oficial.La gira comenzó el 24 de agosto de 2007 en el Coliseo de Puerto Rico y se esperaba que finalizara el 8 de diciembre de 2007 en el Estadio Pascual Guerrero de Cali. Sin embargo, debido al éxito de su banda sonora "Talento de Barrio" , se añadieron más fechas y la gira se extendió hasta 2009.

## Fondo
Barrio Fino se convirtió en el álbum de reggaetón más vendido de todos los tiempos, con más de tres millones de copias vendidas en todo el mundo, y fue uno de los pocos álbumes en español en superar el millón de copias vendidas en Estados Unidos. Tras finalizar su Barrio Fino World Tour, Who's Your Daddy, comenzó a trabajar en su próximo álbum. El 16 de abril de 2007,MTV y Billboard anunciaron las fechas de la gira en estadios estadounidenses y mencionaron que también realizaría más de 20 conciertos en México y Sudamérica hasta principios de diciembre. En esos mercados, tocaría tanto en estadios como en arenas con capacidad para entre 30 000 y 40 000 personas. El plan inicial de la gira era visitar 15 países y 40 ciudades de Latinoamérica para finales de 2007. Sin embargo, este plan no se materializó por razones desconocidas.

## Descripción general
En Estados Unidos, Billboard informó que los precios de las entradas oscilarían entre $40 y $100. Algunos conciertos se agotaron. Sin embargo, algunas fuentes informaron que el concierto en el Madison Square Garden tuvo poca asistencia. En su natal Puerto Rico, ambos conciertos se agotaron, y en Bolivia los medios informaron que había más de 50 000 aficionados en el recinto. En Torreón, México, asistieron más de 7500 personas.Los 16 conciertos en Estados Unidos reportados durante la gira promediaron alrededor de $300 000 por concierto, con un promedio de 5441 entradas.

En República Dominicana, los medios informaron que ambos conciertos agotaron las entradas. En Santo Domingo, la asistencia superó las 8000 personas. En Maturin, Venezuela, se batieron récords de asistencia en el recinto con más de 30 000 espectadores.

## Fechas de la gira
| Fecha                    | Ciudad                     | País                 | Lugar                                          |
| The Americas             | The Americas               | The Americas         | The Americas                                   |
| ------------------------ | -------------------------- | -------------------- | ---------------------------------------------- |
| 24 de agosto de 2007     | San Juan                   | Puerto Rico          | Coliseo de Puerto Rico                         |
| 25 de agosto de 2007     | San Juan                   | Puerto Rico          | Coliseo de Puerto Rico                         |
| 31 de agosto de 2007     | Chicago                    | Estados Unidos       | Allstate Arena                                 |
| 2 de septiembre de 2007  | Grand Prairie              | Estados Unidos       | Texas Trust CU Theatre                         |
| 7 de septiembre de 2007  | Nueva York                 | Estados Unidos       | Madison Square Garden                          |
| 8 de septiembre de 2007  | Washington, D.C            | Estados Unidos       | EagleBank Arena                                |
| 9 de septiembre de 2007  | Uncasville                 | Estados Unidos       | Mohegan Sun Arena                              |
| 13 de septiembre de 2007 | Barquisimeto               | Venezuela            | Complejo Ferial Barquisimeto                   |
| 14 de septiembre de 2007 | Miami                      | Estados Unidos       | American Airlines Arena                        |
| 15 de septiembre de 2007 | Orlando                    | Estados Unidos       | TD Waterhouse                                  |
| 20 de septiembre de 2007 | Hidalgo                    | Estados Unidos       | Payne Arena                                    |
| 22 de septiembre de 2007 | Laredo                     | Estados Unidos       | Sames Auto Arena                               |
| 23 de septiembre de 2007 | Houston                    | Estados Unidos       | Toyota Center                                  |
| 29 de septiembre de 2007 | Tucson                     | Estados Unidos       | Anselmo Valencia Tori Amphitheater             |
| 30 de septiembre de 2007 | Las Vegas                  | Estados Unidos       | Orleans Arena                                  |
| 5 de octubre de 2007     | Mountain View              | Estados Unidos       | Shoreline Amphitheatre                         |
| 6 de octubre de 2007     | Los Ángeles                | Estados Unidos       | Gibson Amphitheatre                            |
| 7 de octubre de 2007     | Boquerón                   | Puerto Rico          | TBA                                            |
| 10 de octubre de 2007    | Torreón                    | México               | Estadio Revolución                             |
| 11 de octubre de 2007    | Tijuana                    | México               | Estadio de los Toros                           |
| 12 de octubre de 2007    | Monterrey                  | México               | Arena Monterrey                                |
| 13 de octubre de 2007    | San Luis Potosí            | México               | Estadio de Beisbol                             |
| 16 de octubre de 2007    | Cozumel                    | México               | Estadio “Javier Rojo Gómez”                    |
| 18 de octubre de 2007    | Guadalajara                | México               | Auditorio Metropolitano                        |
| 2 de noviembre de 2007   | Maracaibo                  | Venezuela            | Plaza del Buen Maestro                         |
| 16 de noviembre de 2007  | Cuenca                     | Ecuador              | Estadio Alejandro Serrano de Cuenca            |
| 17 de noviembre de 2007  | Guayaquil                  | Ecuador              | Estadio Alberto Spencer de Guayaquil.          |
| 22 de noviembre de 2007  | Santiago                   | Chile                | Pista Atlética Estadio Nacional                |
| 1 de diciembre de 2007   | Santa Cruz de la Sierra    | Bolivia              | Estadio Santa Cruz de la Sierra                |
| 7 de diciembre de 2007   | Medellín                   | Colombia             | Estadio Atanasio Girardot                      |
| 8 de diciembre de 2007   | Bogotá                     | Colombia             | Parque Simón Bolívar                           |
| 9 de diciembre de 2007   | Cali                       | Colombia             | Estadio Pascual Guerrero                       |
| 15 de diciembre de 2007  | Ciudad de Guatemala        | Guatemala            | Estadio Cementos Progreso                      |
| 29 de diciembre de 2007  | Bayamon                    | Puerto Rico          | Residencial José Celso Barbosa                 |
| 2 de febrero de 2008     | San José                   | Costa Rica           | Playa Jaco                                     |
| 22 de marzo de 2008      | Porlamar                   | Venezuela            | TBA                                            |
| 27 de marzo de 2008      | Higuerote                  | Venezuela            | Higuerote Airport                              |
| 12 de abril de 2008      | Ponce                      | Puerto Rico          | TBA                                            |
| 19 de abril de 2008      | La Paz                     | ̪Bolivia              | Estadio Hernando Siles                         |
| 23 de mayo de 2008       | Maturín                    | Venezuela            | Estadio Monumental de Maturin                  |
| 6 de junio de 2008       | Lima                       | Perú                 | Estadio Monumental                             |
| 7 de junio de 2008       | Arequia                    | Perú                 | Estadio de la Universidad Nacional San Agustín |
| Europe                   |                            |                      |                                                |
| 13 de junio de 2008      | Seville                    | España               | Auditorio Rocío Jurado                         |
| 14 de junio de 2008      | Róterdam                   | Netherlands          | Ahoy                                           |
| 15 de junio de 2008      | Madrid                     | España               | Palacio Vistalegre                             |
| 20 de junio de 2008      | Bilbao                     | España               | Bilbao Exhibition Centre                       |
| 21 de junio de 2008      | Benidorm                   | España               | Terra Mítica                                   |
| 22 de junio de 2008      | Barcelona                  | España               | La Folie                                       |
| Americas                 |                            |                      |                                                |
| 25 de julio de 2008      | Mérida                     | ̪México               | Estadio Carlos Iturralde Rivero                |
| 16 de agosto de 2008     | Los Ángeles                | Estados Unidos       | Staples Center                                 |
| 29 de agosto de 2008     | Pereira                    | Colombiaˈ            | Estadio Hernán Ramírez Villegas                |
| 24 de octubre de 2008    | Asunción                   | Paraguay             | Club Olimpia                                   |
| 25 de octubre de 2008    | Buenos Aires               | Argentina            | Luna Park                                      |
| 26 de octubre de 2008    | Buenos Aires               | Argentina            | Luna Park                                      |
| 18 de noviembre de 2008  | Maracaibo                  | Venezuela            | Basílica de Nuestra Señora de Chiquinquirá     |
| 13 de diciembre de 2008  | Puerto Ordaz               | Venezuela            | Polideportivo Cachamay                         |
| 14 de diciembre de 2008  | Valencia                   | Venezuela            | Forum de Valencia                              |
| 18 de diciembre de 2008  | Santo Domingo              | República Dominicana | Palacio de los Deportes                        |
| 20 de diciembre de 2008  | Santiago De Los Caballeros | República Dominicana | Gran Arena del Cibao                           |
| 31 de enero de 2009      | Caracas                    | Venezuela            | Hipódromo La Rinconada                         |

### Datos de taquilla
| Ciudad   | País        | Asistencia            | Taquillas |
| -------- | ----------- | --------------------- | --------- |
| San Juan | Puerto Rico | 17 990 / 21 004 (86%) | $279 647  |
| Total    | Total       | 17 990 / 21 004 (86%) | $279 647  |

## Espectáculos cancelados
| Fecha                    | Ciudad         | País                 | Evento                               | Razón                |
| ------------------------ | -------------- | -------------------- | ------------------------------------ | -------------------- |
| 2 de septiembre de 2007  | Boston         | Estados Unidos       | Agannis Arena                        | Desconocido          |
| 16 de septiembre de 2007 | Duluth         | Estados Unidos       | The Arena At Gwinnett Center         | Desconocido          |
| 23 de septiembre de 2007 | San Antonio    | Estados Unidos       | Frost Bank Center                    | Desconocido          |
| 28 de septiembre de 2007 | Phoenix        | Estados Unidos       | U.S Airways Arena                    | Desconocido          |
| 30 de septiembre de 2007 | Fresno         | Estados Unidos       | Save Smart Arena                     | Desconocido          |
| 6 de octubre de 2007     | Culiacán       | México               | Estadio Banorte                      | Desconocido          |
| 7 de octubre de 2007     | Los Ángeles    | Estados Unidos       | Gibson Amphitheatre                  | Desconocido          |
| 13 de octubre de 2007    | Dallas         | Estados Unidos       | ̺American Airlines Centeɾ             | Desconocido          |
| 20 de octubre de 2007    | Culiacán       | México               | Estadio Banorte                      | Logistic Issues      |
| 24 de octubre de 2007    | Tegucigalpa    | Honduras             | Estadio Chochi Sosa                  | Desconocido          |
| 26 de octubre de 2007    | San Pedro Sula | Honduras             | Estadio Francisco Morazan            | Desconocido          |
| 1 de noviembre de 2007   | Managua        | Nicaragua            | ̪Estadio Nacional Denis Martinez      | Desconocido          |
| 3 de noviembre de 2007   | San Salvador   | ̪El Salvador          | Gimnasio Nacional José Adolfo Pineda | Desconocido          |
| 7 de noviembre de 2007   | San José       | Costa Rica           | Estadio Ricardo Saprissa             | Desconocido          |
| 9 de noviembre de 2007   | Valencia       | Venezuela            | Forum de valencia                    | Schedule Conflicts   |
| 17 de noviembre de 2007  | ̪Quito          | Ecuador              | Estadio olímpico Atahualpa           | Schedule Conflicts   |
| 22 de noviembre de 2007  | Asunción       | Paraguay             | Club Olimpia                         | Schedule Conflicts   |
| 24 de noviembre de 2007  | Lima           | Perú                 | Estadio Monumental                   | Schedule Conflicts   |
| 25 de noviembre de 2007  | Caracas        | ̼Venezuela            | Poliedro de Caracas                  | Schedule Conflicts   |
| 29 de noviembre de 2007  | Provincia      | Chile                | Estadio de la Provincia              | Logistic Problems    |
| 5 de diciembre de 2007   | ̻Buenos Aires   | Argentina            | Luna Park                            | Desconocido          |
| 22 de diciembre de 2007  | Santo Domingo  | República Dominicana | Estadio Olímpico Félix Sánchez       | Sponsorship Problems |